# Douglas XB-22

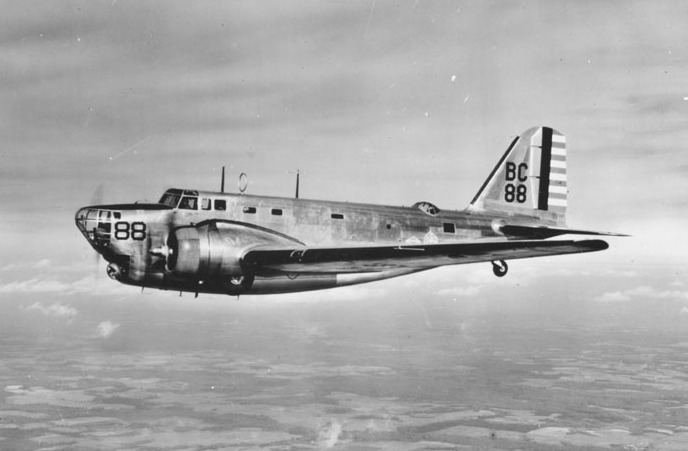
Il Douglas B-18 Bolo, bombardiere dal quale fu sviluppato il Douglas XB-22.

Il Douglas XB-22 era un bombardiere medio bimotore ad ala bassa sviluppato dall'azienda statunitense Douglas Aircraft Company negli anni trenta e e rimasto allo stadio progettuale.
Derivato dal precedente pari ruolo B-18 Bolo, fu uno sviluppo intermedio non avviato alla produzione ma che determinò la realizzazione del B-23 Dragon.

## Storia del progetto
Dopo aver realizzato il B-18 Bolo, sviluppato su una specifica dell'United States Army e che ebbe come concorrente diretto il Boeing B-17 Flying Fortress, il favore riscontrato dall'US Army per quest'ultimo spinse la Douglas a considerare un programma di sviluppo al fine di migliorare le prestazioni complessive del proprio modello. Il progetto incorporava numerose modifiche tra le quali l'adozione di un impianto motore più potente, sostituendo gli originali radiali Wright R-1820 a 9 cilindri singola stella da 1 000 hp (746 kW) ciascuno con una coppia di Wright R-2600-1 14 cilindri doppia stella da 1 600 hp (1 194 kW).
Al termine delle modifiche il progetto originale era così variato che al modello venne assegnata la nuova designazione XB-22. Le migliorie però non risultarono del tutto soddisfacenti e benché l'United States Army Air Corps (USAAC), dopo aver visionato le specifiche del progetto, si fosse dichiarata interessata indicò una serie di modifiche da apportare al modello di produzione in serie, indicato con la nuova designazione B-23 Dragon.

## Tecnica
L'aspetto dell'XB-22 risultava molto simile al modello da cui derivava, bimotore ad ala bassa e di costruzione interamente metallica, la cui differenza più evidente era l'adozione della coppia di radiali R-2600 inseriti in diverse gondole dalle dimensioni maggiorate e chiuse da cappottature NACA.

## Utilizzatori
Stati Uniti
- United States Army Air Corps (previsto)